# بتسی آنکر-جانسون
 بتسی آنکر-جانسون (انگلیسی: Betsy Ancker-Johnson؛ زاده ۲۹ آوریل ۱۹۲۷) یک فیزیک‌دان است.